# Trevor Mudge
Trevor Nigel Mudge (* 28. November 1947 in London) ist ein britisch-US-amerikanischer Computeringenieur.
Mudge erhielt 1969 seinen Bachelor-Abschluss in Kybernetik an der University of Reading und erhielt 1973 seinen Master-Abschluss in Informatik an der University of Illinois at Urbana-Champaign, an der er 1977 in Informatik promoviert wurde (A computer hardware design language for multiprocessor systems). Im selben Jahr ging er als Assistant Professor an die Fakultät der University of Michigan, an der er Professor und ab 2003 Bredt Family Professor für Elektrotechnik und Informatik wurde. Er ist dort Direktor des ARM Research Center (finanziert durch die Computerfirma ARM Limited). Er war zuvor zehn Jahre Leiter des Advanced Computer Architecture Laboratory der Universität.
2014 erhielt er den Eckert-Mauchly Award. Er erhielt den Preis für seine Beiträge zur Reduzierung des Stromverbrauchs von Mikroprozessoren.
Er befasst sich mit dreidimensionalen Prozessorarchitekturen und Near Treshold Computing (NTC), Systemen die bei so niedriger Spannung operieren, dass sie an der Fehlergrenze arbeiten.
Er leitet eine Beratungsfirma für Chip-Design (Idiots Savants).
Er ist seit 1995 Fellow der IEEE, seit 2016 der Association for Computing Machinery.